# Amonijev sulfat
Amonijev sulfat je anorganska spojina s formulo (NH4)2SO4, pogosto uporabljena kot  umetno gnojilo. Vsebuje 21 % dušika kot amonijevi ioni in 24 % žvepla kot sulfatni ioni.

## Lastnosti
Amonijev sulfat ni topen v alkoholu ali tekočem amonijaku. Spojina je rahlo higroskopna in vpija vodo iz zraka pri relativni vlažnosti večji od 81 % (pri približno 20 °C).

## Sinteza
Amonijev sulfat je pripravljen komercialno z reakcijo amonijaka z žveplovo kislino (H2SO4).
Reakcijo ponazarja enačba: 2NH3  + H2SO4  ---> (NH4)2 SO4
Amonijev sulfat je pripravljen komercialno tudi iz amonijakove žgane pijače z gastifikacijo in je očiščen z rekristalizacijo. Oblikuje velike rombske prizme, ima nekoliko slan okus in je dobro topen v vodi. Vodna raztopina pri vrenju izgublja nekaj amonijaka in oblikuje kisle sulfate.